# Буй Тхань Сон
Буй Тхань Сон (16 жовтня 1962, Ханой) — в'єтнамський політик, нині міністр закордонних справ Соціалістичної Республіки В'єтнам з 2021 року.

## Життєпис
Народився 16 жовтня 1962 року в Ханої. Закінчив середню школу Нго Куєна в Хайфоні. Після цього вступив і закінчив у 1984 році Дипломатичну академію В'єтнаму. У 1993 році отримав ступінь магістра міжнародних відносин у Колумбійському університеті.
У 1986 році вступив до Комуністичної партії В'єтнаму, а з вересня 1987 року почав працювати в Міністерстві закордонних справ на посаді наукового співробітника в Інституті міжнародних відносин МЗС. Після цього був відповідно призначений на посади заступника начальника, а потім начальника відділу Європи та Америки в Управлінні Академії міжнародних відносин МЗС СРВ. З березня 1996 року по січень 2000 року обіймав посаду заступника директора Інституту міжнародних відносин, а з березня 2000 року по липень 2003 року працював у Посольстві В'єтнаму в Сінгапурі на посаді радника при місії. З вересня 2008 року по серпень 2009 року обіймав посаду заступника директора, а потім директора Департаменту зовнішньої політики Міністерства закордонних справ В'єтнаму. З вересня 2008 року по листопад 2009 року Буй обіймав посаду помічника міністра закордонних справ і директора Департаменту зовнішньої політики. Він також одночасно обіймав посаду керівника переговорної групи з укладення Угоди про всеосяжне партнерство та співробітництво між В'єтнамом та Європейським Союзом до червня 2012 року.
У листопаді 2009 року прем'єр-міністр Нгуєн Тан Зунг призначив його заступником міністра закордонних справ, а з листопада 2010 року він одночасно обіймав посаду члена Національного комітету у справах молоді В'єтнаму. З вересня 2011 року по 2015 рік він одночасно був членом Центральної теоретичної ради. У лютому 2015 року був перепризначений на посаду заступника міністра закордонних справ, а з березня 2015 року був призначений членом і генеральним секретарем Міжгалузевого керівного комітету з питань міжнародної інтеграції в політиці, безпеці та обороні. У січні 2016 року на 12-му Національному з'їзді Комуністичної партії В'єтнаму був обраний до складу 12-го Центрального комітету Комуністичної партії В'єтнаму.
У травні 2016 року вперше був представлений центральним урядом як кандидат у депутати Національних зборів 14-го скликання. Був членом 12-го Центрального комітету Комуністичної партії В'єтнаму, виконавчого комітету Комуністичної партії В'єтнаму, виконавчого комітету партійного комітету центральних відомств, членом партійного кадрового комітету Міністерства закордонних справ, секретарем партійного комітету Міністерства закордонних справ та заступником міністра закордонних справ. Того ж місяця вперше був обраний депутатом Національних Зборів у 2016 році від виборчого округу № 2. Другої провінції Джокнонг, набравши 140 073 голоси. За цей час обіймав наступні посади: член Центрального комітету партії, секретар партійного комітету та постійний заступник міністра закордонних справ.
У квітні 2020 року був перепризначений на посаду заступника міністра закордонних справ з 10 лютого 2020 року. Це було вже третє призначення на цю посаду, здійснене Прем'єр-міністром. 30 січня 2021 року на 13-му Національному з'їзді Комуністичної партії В'єтнаму був обраний офіційним членом Центрального комітету Комуністичної партії В'єтнаму на 13-й термін.
З квітня 2021 року — Міністр закордонних справ В'єтнаму.